# Усть-Нарінське сільське поселення
Усть-Нарі́нське сільське поселення (рос. Усть-Наринское сельское поселение) — сільське поселення у складі Могойтуйського району Забайкальського краю Росії.
Адміністративний центр — село Усть-Нарін.

## Історія
2013 року було утворено село Нарін шляхом виділення частин із села Усть-Нарін.

## Населення
Населення сільського поселення становить 517 осіб (2019; 581 у 2010, 693 у 2002).

## Склад
До складу сільського поселення входять:
| Населений пункт  | Населення, осіб (2002) | Населення, осіб (2010) |
| ---------------- | ---------------------- | ---------------------- |
| Нарін, село      | -                      | -                      |
| Усть-Нарін, село | 693                    | 581                    |